# Az élet fája (film)
Az élet fája (eredeti cím: The Tree of Life) 2011-ben bemutatott amerikai filmdráma, melyet Terrence Malick írt és rendezett. A főbb szerepekben Brad Pitt, Sean Penn, Hunter McCracken, Laramie Eppler, Jessica Chastain és Tye Sheridan látható. 
Az Amerikai Egyesült Államokban 2011. május 27-én mutatták be a mozikban. 
A 84. Oscar-gálán három jelölést kapott, a legjobb film, legjobb rendező és legjobb operatőr kategóriákban.

## Cselekmény
Jack O’Brien texasi fiú az 1950-es években. O’Brienék keresztény vallású, középosztálybeli család. Az apa szigorú nevelésben részesíti gyermekeit, mert meg akarja tanítani őket az életben való boldogulásra. Elvárja tőlük, hogy ne viselkedjenek úgy, ahogy szerinte csak a felnőttek viselkedhetnek.
Keményen ráerőlteti nevelési mintáját a gyermekeire és gyakran fizikai erőszakkal is bünteti őket. Felesége ezt mélységesen elítéli, akivel férje ugyancsak gyakran és durván veszekszik, gyenge nőnek minősítve őt. Az anya viszont folyamatosan a szeretet és az érzelmek értékére tanítja gyermekeit. Jack gondolkodásában a szülők jelképezik a világ működését: az apja a természet, aki agresszív és csak az uralomért él, az anyja pedig a kegyelem, aki az engedelmesség és az áldozathozatal útját járja.
Tinédzserként Jack tagadta Isten létezését, apja halálát kívánta és zavaros belső utazásra indult. Bátyja korán, tizenkilenc éves korában bekövetkezett halála tovább fokozza gyötrődését és bizonytalanságát. Jack felnőttként nem találja meg létezésének értelmét: kínzó gondolatai úgy áramlanak, mint "mesélő énje", aki állandóan válaszokat keres.

## Szereplők
| Színész          | Szerep          | Magyar hang    |
| ---------------- | --------------- | -------------- |
| Brad Pitt        | Mr. O’Brien     | Stohl András   |
| Jessica Chastain | Mrs. O’Brien    | Pálfi Kata     |
| Sean Penn        | Jack O’Brien    | Görög László   |
| Hunter McCracken | Jack gyerekként | Gerő Botond    |
| Tye Sheridan     | Steve O’Brien   | Boldog Gábor   |
| Fiona Shaw       | nagymama        | Horváth Zsuzsa |
| Laramie Eppler   | R.L. O’Brien    |                |

## A film készítése
A forgatás 2008-ban kezdődött Texasban. Emmanuel Lubezki operatőr visszatért Malickhoz, miután együtt dolgozott vele Az új világ című filmben. A filmet 1.85:1 méretarányban forgatták, és gyakran használtak természetes fényt. 35 mm-es, 65 mm-es és IMAX formátumokat használtak.
A helyszínek között szerepelt Smithville, Houston, Matagorda, Bastrop, Austin, Dallas, és Malick szülővárosa, Waco.

## Fordítás
- Ez a szócikk részben vagy egészben  a   The Tree of Life (film) című angol Wikipédia-szócikk fordításán alapul.  Az eredeti cikk szerkesztőit annak laptörténete sorolja fel. Ez a jelzés csupán a megfogalmazás eredetét és a szerzői jogokat jelzi, nem szolgál a cikkben szereplő információk forrásmegjelöléseként.